# Yoweri Museveni

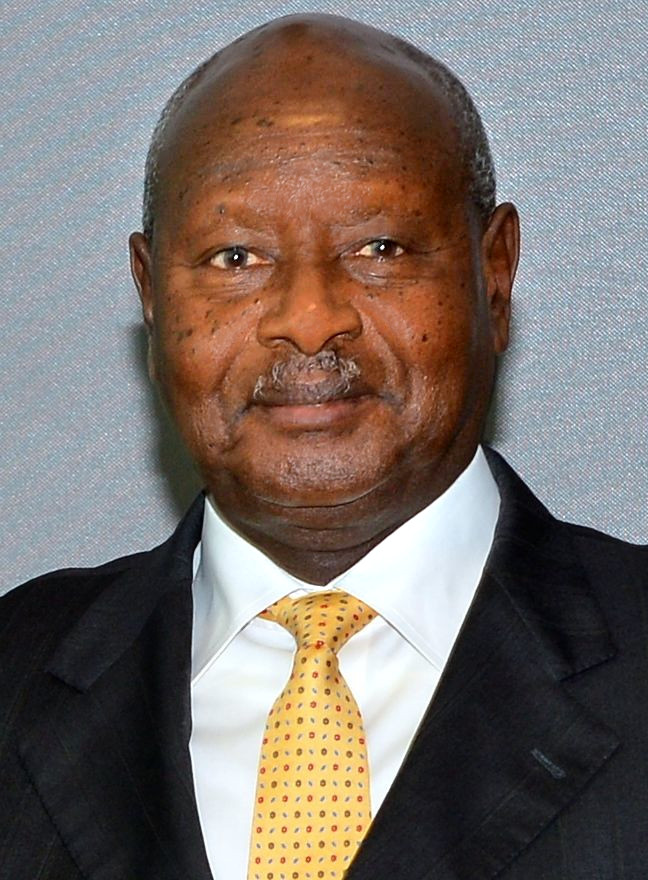
Yoweri Museveni (2015)

Yoweri Kaguta Museveni (* ca. 15. September 1944 in Ntungamo) ist ein ugandischer Politiker. Er ist seit dem 29. Januar 1986 Präsident von Uganda. Er wurde 1996, 2001, 2006, 2011, 2016 und 2021 gewählt.
Unter seiner Präsidentschaft beging der ugandische Staat Menschenrechtsverletzungen. So wurden Demonstrationen durch Polizei und Militär mit Schusswaffengebrauch beantwortet und Oppositionelle und Menschenrechtler verfolgt, gefangen genommen und gefoltert.

## Leben

### Herkunft und Ausbildung
Museveni gehört der Ethnie der Hima an und wurde in eine Familie von Viehhirten aus Ankole geboren. Seine Mutter hing einer Balokole genannten, fundamentalistischen Richtung der Anglikanischen Gemeinschaft an. Er besuchte die Mbarara High School und die Ntare School und absolvierte 1970 ein Studium der Wirtschafts-, Rechts- und Politikwissenschaften an der Universität Dar es Salaam in Tansania. Er studierte in den USA am Grinnell College in Iowa zusammen mit John Garang, später Oberst der sudanesischen Armee. Seitdem war er mit ihm eng befreundet.

### Frühe politische Tätigkeit und Exil
1970 wurde er Assistent im Kabinett Milton Obotes. Die Jahre 1971 bis 1980, während der Herrschaft Idi Amins, verbrachte er in tansanischem Exil.

### Rückkehr aus Exil und Tätigkeit im Widerstand, 1980–1986
1980 kehrte Museveni aus dem Exil in Tansania nach Uganda zurück und beteiligte sich am Sturz des Präsidenten Idi Amin. 1979 wurde er Verteidigungsminister der Übergangsregierung. Nach dem umstrittenen Wahlsieg Obotes gegen Ssemogerere ging er wieder in den Untergrund, gründete und kommandierte fünf Jahre lang die National Resistance Army (Nationale Widerstandsarmee) und kämpfte gegen Obotes Herrschaft. 1985 beschloss er mit anderen Aktivisten in Österreich im Gasthaus „Zum grünen Jäger“ in Unterolberndorf ein 10-Punkte-Programm, das die Grundlage für die zukünftige Verfassung wurde. Nach dem Sturz Obotes und einer kurzen Periode des Waffenstillstands setzte er seinen Kampf gegen den neuen Präsidenten Tito Okello fort, bis er im Januar 1986 die Hauptstadt Kampala erobert hatte und dadurch das Präsidentenamt übernahm.

### Präsidentschaft, seit 1986

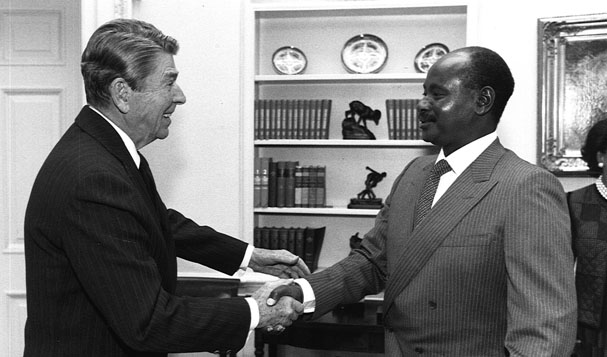
Museveni mit US-Präsident Ronald Reagan (1987)

Ab 1986 begann Museveni, Staatsbetriebe zu privatisieren, und er senkte die Staatsausgaben. Seither wurde Uganda durch Musevenis Politik immer wieder in Konflikte mit den benachbarten Ländern Sudan, Ruanda und der Demokratischen Republik Kongo verwickelt.
Im Kampf gegen die AIDS-Seuche erzielte er einige Erfolge. Während Uganda in den 1980er Jahren eine der höchsten Infektionsraten aufwies, war die Verbreitung des Virus im Jahr 2008 im Vergleich zu anderen afrikanischen Staaten moderat. Allerdings bedeutet das trotzdem eine Infektionsrate von  mindestens 2.5 bis 3 Prozent, mitunter 4 Prozent, und damit in jedem Falle mindestens eine Million infizierte Personen.
Bei der Niederschlagung der Rebellion der Lord’s Resistance Army unter Joseph Kony, der von seinen Anhängern als Prophet verehrt wird und einen Staat fordert, der auf Grundsätzen der biblischen Zehn Gebote basiert, kam es zu vielen Verlusten. Schätzungen sprechen von etwa 500.000 Menschen, die in diesem Konflikt getötet worden sind, und von 800.000 Vertriebenen in den Distrikten Gulu, Pader und Kitgum.
1995 kamen Yoweri Museveni sowie Zaires Präsident Mobutu Sese Seko bei einem Geheimtreffen in Bad Kreuznach zusammen, um eine Versöhnung zu erreichen.
Im November 2005 gab er bekannt, bei der Präsidentschaftswahl 2006 erneut zu kandidieren. Eine Verfassungsänderung ermöglichte ihm eine dritte Amtszeit, erlaubte aber auch erstmals weitere Parteien neben dem National Resistance Movement. Sein Hauptkonkurrent Kizza Besigye von dem Forum für demokratischen Wandel, der bei den Wahlen 2001 den zweiten Platz erreichte, wurde kurz zuvor – wenige Wochen nach seiner Rückkehr aus dem Exil – inhaftiert und wegen Landesverrats und Vergewaltigung vor Gericht gestellt. Museveni wurde bei den Wahlen am 23. Februar 2006 erneut mit 59,28 Prozent der Stimmen zum Präsidenten gewählt. Kizza Besigye kam auf 37,36 Prozent.
Berichte aus dem Jahr 2009 zeigen eine Verbindung von Museveni mit der amerikanischen fundamentalistisch-evangelikalen Organisation The Family. Museveni wird als „Schlüsselfigur für Afrika“ dieses einflussreichen religiös-politischen Netzwerks bezeichnet. Vor diesem ideologischen Hintergrund wird Musevenis Haltung gegen Homosexualität verstanden, die er für ein Zeichen westlicher Unmoral hält und diese wiederum zu einem Ausdruck einer neokolonialen Einflussnahme des Westens auf Afrika erklärt.  Museveni ist auch ein langjähriger Verbündeter und einer der wichtigsten strategischen Partner in  Afrika des US-amerikanischen Militärs.
Am 18. Februar 2011 trat Museveni erneut zur Präsidentschaftswahl an und erreichte 68 Prozent der Wählerstimmen. Sein schärfster Konkurrent Kizza Besigye, der 26 Prozent der Stimmen erhielt, erklärte, das Wahlergebnis nicht anerkennen zu wollen.
Im Jahr 2014 unterzeichnete Museveni, trotz anfänglicher Bedenken, ein vom ugandischen Parlament verabschiedetes Gesetz, welches gleichgeschlechtlichen Sex mit einem Minderjährigen oder einem HIV-Infizierten mit lebenslanger Freiheitsstrafe bedrohte. Nachdem dieses Gesetz aus formalen Gründen vom ugandischen Verfassungsgericht annulliert worden war, erklärte er 2015, dass er die gekippte Verschärfung der „Anti-Gay-Laws“ nicht weiter betreiben werde. Anfang März 2014 war in zahlreichen Medien die Falschmeldung zu lesen, Musevenis Tochter, Diana Kamuntu, habe in einem Radio-Interview erklärt, lesbisch zu sein.
Im Jahr 2017 schaffte Museveni per Verfassungsänderung die Altersgrenze für Politiker in Uganda ab, um ein weiteres Mal zu einer Präsidentschaftswahl antreten zu können.
Bei der Präsidentschaftswahl 2021 gewann er offiziellen Angaben zufolge mit 58 % der Stimmen. In den Monaten vor der Wahl töteten Polizei und Militär mindestens 50 Demonstranten. Während der Wahl ließ er das Internet abschalten und seinen Kontrahenten Bobi Wine, der von Wahlbetrug sprach, unter Hausarrest stellen.
Im Oktober 2022 unterzeichnete Museveni einen Computer Misuse (Amendment) Act, ein Gesetz, das den „unbefugten Zugriff auf Informationen“ ebenso unter Strafe stellt, wie „unerwünschte, irreführende oder böswillige Informationen online zu stellen oder zu teilen“. Das Human Rights Network for Journalists – Uganda kritisierte, dass unklar bleibe, welche Informationen legal über jemanden geteilt werden können, und dass eine großzügige Auslegung das Recht auf freie Meinungsäußerung und die Medienfreiheit verletzen würde. Dies sei besonders relevant für den zunehmenden Bürgerjournalismus, bei dem Bürger Menschenrechtsverletzungen filmen und weiterleiten.
Am 24. Juni 2025 gab Yoweri Museveni bekannt, bei den für Januar 2026 geplanten Wahlen erneut für eine weitere Amtszeit zu kandidieren.

### Privates
Yoweri Museveni ist seit 1973 mit Janet Museveni verheiratet und Vater von vier Kindern. Sein erstgeborener Sohn Muhoozi Kainerugaba (* 1974) nimmt eine hohe Position bei der Uganda People’s Defence Force ein und gilt als möglicher Nachfolger seines Vaters. Musevenis Bruder Salim Saleh (* 1960) ist ein einflussreicher Ex-Militär und Geschäftsmann.

## Werke
- Sowing The Mustard Seed – The Struggle For Freedom And Democracy in Uganda. Macmillan, Oxford 1997 (2006), ISBN 0-333-64234-1.